# Tatianus
Tatianus was een vroegchristelijke Griekstalige schrijver uit de tweede helft van de tweede eeuw n.Chr. Hij was de ontwerper van het  oudst bekende diatessaron ('Uit vier samengesteld'),  een evangeliën-harmonie. Het moet rond ongeveer 170 zijn geschreven. Het is een doorlopend chronologisch opgebouwd verhaal over het leven van Jezus, samengesteld uit een samenvoeging van tekstdelen uit de vier canonieke evangeliën van Matteüs, Marcus, Lucas en Johannes. Er is het vakgebied van de eenentwintigste eeuw discussie of en in hoeverre Tatianus ook teksten uit tradities buiten die van de canonieke evangeliën in zijn diatessaron opnam, zoals uit joods-christelijke evangeliën. Het gaat dan bijvoorbeeld om het evangelie van de Hebreeën. Deze tekst maakt zelf deel uit van de zich toen ontwikkelende traditie van de evangeliën-harmonie. In  het diatessaron van Tatianus is bijvoorbeeld sprake van de aanwezigheid van een vuur of licht bij de doop van Jezus in de Jordaan. Die notie komt niet voor in de tekst van de canonieke evangeliën, maar wel in het evangelie van de Hebreeën 
Tatianus heeft in ieder geval vijf andere werken geschreven. Daarvan is alleen de Oratio ad Graecos ('Rede tot de Grieken') bewaard gebleven. Dit is een apologetisch geschrift, waarin de Griekse filosofie, Griekse en Romeinse religieuze rituelen en de heidense cultuur meer in het algemeen op uiterst polemische wijze fel wordt  bekritiseerd. Hiernaast beschrijft Tatianus in dit geschrift zijn eigen opvattingen over wat volgens hem christendom inhoudt. 
De titels van de  verloren werken zijn wel bekend. Over dieren, Over de volmaaktheid volgens de verlosser,   Over de zes dagen van de schepping, Problemen. Daarnaast schreef Tatianus in Oratio ad Graecos dat hij nog een werk zou schrijven met als titel Aan diegenen die ideeën over God hebben voorgesteld . Het is niet bekend of hij dit werk ook daadwerkelijk heeft geschreven. 

## Biografie
Bronnen voor biografische feiten over Tatianus zijn Oratio ad Graecos en vermeldingen over hem van met name  Ireneüs (ca. 130-ca.202) en een aantal andere kerkvaders.
Tatianus schrijft zelf dat hij geboren is in het land van de Assyriërs. Hij moet ook in een vermogende familie geboren zijn, want hij had de mogelijkheid om veel te reizen in de antieke  wereld om de waarheid te vinden. Zijn eerste bestemming moet Griekenland geweest zijn. Hij vermeldt dat hij filosofie studeerde en deelnam aan Griekse religieuze rituelen. Daarna was Tatianus in Rome aanwezig. Het is niet bekend wanneer Tatianus in contact kwam met het christendom. Het moet in ieder geval na zijn ervaringen met de Griekse filosofie en religieuze rituelen zijn geweest. Hij gaat christelijke teksten met die uit de Griekse filosofie vergelijken. Hij schrijft: Ik las enkele barbaarse (bedoeld wordt christelijke) geschriften, die ouder zijn dan de doctrines van de Grieken, meer goddelijk in vergelijking met hun ( de Griekse) fouten. Tatianus  is onder de indruk van de christelijke teksten  vanwege  het ontbreken van arrogantie in de bewoordingen,  het niet gekunstelde karakter van de daarin voorkomende personen, het gemakkelijke en begrijpelijke verhaal van de schepping van de wereld, de voorwetenschap over de toekomst, de kwaliteit van de voorschriften en de doctrine van een enkele heerser over het universum. 
De beschrijving van Tatianus over zijn bekering is geheel gebaseerd op intellectuele noties. Er is geen sprake van evangelisatie, geen plotseling inzicht, er ontbreekt iedere emotie in de beschrijving van zijn bekering. Het is niet zeker maar wel waarschijnlijk dat die bekering plaatsvond in Rome, want hij schrijft dat dit gebeurde nadat hij had geconcludeerd dat de Romeinse religieuze rituelen even verwerpelijk waren als de rituelen waarmee hij in Griekenland ervaring had.
Ireneüs schreef dat Tatianus een leerling was van Justinus de Martelaar (overleden tussen 163 en 168). Tatianus vermeldt Justinus  in de Oratio ad Graecos enkele malen in positieve zin op basis van ontmoetingen met hem maar niet in verband met zijn bekering. Het lijkt dan ook waarschijnlijk dat de bekering van Tatianus plaats moet hebben gevonden voor de aankomst van Justinus in Rome rond ongeveer 150. De relatie tussen Tatianus en Justinus is begrijpelijk. De christelijke gemeenschap in Rome was omstreeks de helft van de tweede eeuw nog relatief gering. Beiden waren afkomstig uit het Oosten en profileerden zich als filosofen. Beiden bekeerden zich tot het christendom op basis van intellectuele noties en niet als gevolg van een charismatische gebeurtenis. 
Na de executie van Justinus rondom 165 stichtte Tatianus in Rome een eigen school. Zijn status als leraar alsmede de school moet een rol gespeeld hebben in de latere verwijdering van Tatianus uit de christelijke gemeenschap van Rome. Ireneüs meldt dat Tatianus veel behagen schepte in zijn rol als leraar, zich superieur achtte aan alle anderen en daarnaast een unieke doctrine ontwierp.  Die notie is ook terug te vinden in geschriften van Eusebius (260/265- 340). Eusebius voegt hier nog de naam Rhodon aan toe, een leerling van Tatianus die later een opponent werd  van Marcion (ca. 85-ca.165). Ook uit de tekst van zijn Oratio ad Graecos wordt duidelijk dat Tatianus een zeer zelfverzekerd mens was, overtuigd van zijn eigen gelijk, intolerant ten opzichte van diegenen die zijn visie niet deelden en zijn eigen opvattingen over christendom zag als de enig juiste vorm van een godsdienst. 
Volgens Eusebius vond  de definitieve breuk met de christelijke gemeenschap in Rome in 172 plaats. Vermoedelijk bleef Tatianus na de breuk nog enkele jaren in Rome en vertrok daarna rond 175. Epiphanius (310/315-403) is de enige bron die over de periode  hierna nog iets meldt. In zijn Panarion meldt hij dat Tatianus terugkeerde naar het Oosten en een school stichtte in Mesopotamië. Hij vermeldt verder dat de opvattingen van Tatianus veel aanhang hadden in Antiochië, Cilicië en Pisidië. Er is niets bekend over het tijdstip van overlijden van Tatianus.

## De beschuldigingen tegen Tatianus
Naast het kritische oordeel over de intellectuele superioriteit van Tatianus benoemt Ireneüs nog drie andere zaken die tot de verwijdering uit de christelijke gemeenschap van Rome leidden. Tatianus wordt door Ireneüs en latere kerkvaders beschreven als een aanhanger van het encratisme, een vorm van rigoureuze ascese die naast het gebruik van alcohol en vlees ook het huwelijk en iedere vorm van seksualiteit afwees. Een volgende beschuldiging was dat hij net als Valentinus (overleden na 155) een godsbeeld creëerde met talloze eonen, eigenschappen, goddelijke figuren die door emanatie uit de hoogste god voortvloeien. In feite wordt Tatianus hiermee benoemd als een gnosticus. De laatste beschuldiging komt neer op de aanname van Tatianus dat de mensheid niet gecreëerd werd door een hoogste, maar een intermediaire god en Adam nooit verlost kan worden van het kwaad van  veroorzaken van de zondeval.
Op het vakgebied van de eenentwintigste eeuw is er de opvatting, dat er voldoende aanwijzingen in het werk van Tatianus te vinden zijn die in meer dan wel mindere mate de aan hem toegeschreven opvattingen ondersteunen. Zijn encratisme wordt wel genuanceerd. Er waren met name in het toen aanwezige christendom in het oosten nog veel strengere opvattingen over encratisme.  
Zijn andere opvattingen, buiten die over de verlossing van Adam, waren ook niet uniek. Rond het midden van de tweede eeuw was er in het aanwezige christendom nog sprake van een aanzienlijke pluriformiteit van opvattingen. Er was nog geen sprake van een vastgestelde leer of canon. In Rome waren meerdere groepen christenen aanwezig met heel verschillende opvattingen, zoals marcionieten, basildianen, valentinianen en aanhangers van Simon Magus. Het zou dus niet juist zijn de verwijdering van Tatianus te zien als de uitkomst van een conflict tussen een zich ontwikkelende orthodoxie en ketterij. De belangrijkste oorzaak zou kunnen zijn dat iemand die zijn opvattingen presenteerde op de wijze als Tatianus haast onontkoombaar in conflict moest komen met christenen met andere opvattingen.

## Theologische opvattingen
In de opvatting van Tatianus is er in het begin alleen God. Later ontstaat  het Woord (Logos) uit God die Tatianus ook wel de Vader noemt. Het Woord is de eerstgeborene. God is de kracht van het Woord.  Het Woord bestaat uit twee elementen: Geest en Woord van de kracht van het Woord. God de Vader heeft dus twee aspecten; Geest en Woord, waaruit de eerstgeborene wordt gemaakt. Voordat het Woord de mensheid maakte, schiep hij de engelen. Net als bij de gnostici plaatst Tatianus dus een intermediaire godheid tussen God de Vader en de schepping van mensheid en engelen. 
Volgens Tatianus kwam er een figuur die slimmer was dan de rest. Dat was de eerst gecreëerde engel die door de mensen tot god werd uitgeroepen. De engel en zijn volgelingen werden verbannen uit de hemel omdat daar de kracht van het Woord aanwezig is. Dat was ook het tijdstip dat de mensen sterfelijk werden. Tot dat tijdstip waren de mensen in het bezit van twee verschillende soorten geest, een wordt de ziel genoemd, maar de andere is groter dan de ziel; het is het beeld van en de gelijkenis met God . De verandering wordt veroorzaakt door het vertrek uit de mensen van de meer krachtige geest, het beeld van en de gelijkenis met God. De huidige mens bezit slechts de mindere geest, de ziel. 
Adam bezat beiden beide typen geest. De huidige mensheid bestaat echter uit de nakomelingen van de gevallen Adam en bezit alleen de  laagste van de twee geesten, de ziel.  Die ziel is vergankelijk. De ziel is niet onsterfelijk in zichzelf maar sterfelijk; het heeft echter wel de kracht om aan de dood te ontsnappen.  
De weg naar verlossing bij Tatianus is gnosis (kennis). Een menselijke ziel hoeft niet te sterven als die kennis van God heeft verworven. Het is een notie die vergeleken kan worden met het kernthema in de gnostiek. De mens is afkomstig uit een goddelijke wereld en heeft in zijn aardse situatie een goddelijke kern in zich  die afkomstig is uit die wereld. Die kern is verstrikt geraakt in de materie of in het kwaad in de stoffelijke wereld. Wie de werkelijke situatie kent en dus ook weet heeft van zijn goddelijke kern en van de mogelijkheid tot terugkeer naar de goddelijke wereld heeft gnosis. Adam kan echter niet verlost worden, omdat hij hoewel hij de gnosis bezat die verwierp.  De huidige mensheid heeft echter de mogelijkheid te herwinnen wat verloren ging door de verwerping en afwijzing van Adam. Wij dienen op zoek te gaan naar wat ooit Adam bezat en verloren ging en de ziel te verbinden met de Heilige Geest, zodat wij ons kunnen verenigen met God. Dit verwerven van gnosis is bij Tatianus  niet voor iedereen bereikbaar. Het was net als in de gnostiek en het hermetisme beperkt tot diegenen, die dat door hun levensopvatting en houding waardig zijn.

## Waardering in de oosterse kerken
Het diatessaron van Tatianus was tot in de vijfde eeuw de meest gehanteerde tekst in het Syrische christendom. Het diatessaron had ook een aanzienlijke verspreiding binnen het manicheisme. Het werd vanaf de derde eeuw door Mani en zijn opvolgers gebruikt als een tekst voor het onderricht in de leer en het leven van Jezus. Het aantal van tweeënzeventig bisschoppen in de manichese kerk is gerelateerd aan de tekst in het diatessaron dat Jezus hetzelfde aantal discipelen uitzond.
In het westen werd in het midden van de zesde eeuw een diatessaron geschreven, de Codex Fuldensis, waarvan in de proloog gesteld werd dat het gebaseerd zou zijn op dat van Tatianus. Tatianus werd vanaf eind tweede eeuw in het westen als een ketter beschreven. In de oosterse kerkgeschiedenis wordt er tot in de tiende eeuw alleen in zeer positieve bewoordingen over Tatianus geschreven.  Agapius van Hierapolis, een Arabische christen was de eerste in het oosten die Tatianus een ketter noemde. Michaël de Syriër herhaalde dat in de twaalfde eeuw. Bar-Hebraeus was in het oosten de eerste auteur die in de dertiende eeuw de opvattingen van Tatianus verbond met de gnostiek en encratisme.